# Suren Nazaryan
Suren Nazaryan (nacido el 30 de julio de 1929 en Ereván y fallecido el año 1999) fue un escultor armenio, residente en Estados Unidos desde 1991.